# 倫敦蒙難記
《倫敦蒙難記》（英語：Kidnapped in London），早期譯作《倫敦被難記》，为1896年秋，孫中山流亡英格蘭倫敦期間，被马格里誘捕綁架入大清公使館的一件國際外交風波。事後孫被邀出書陳述其遭遇，因而令此事聲名大噪。

## 事發經過

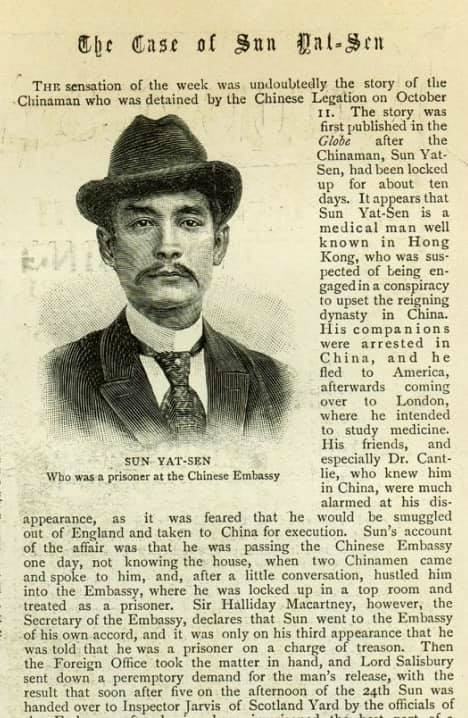
1896年10月31日，英國The Graphic報導孫中山获釋

事件發生於1896年9月23日到10月23日。在乙未廣州起義失敗後，孫中山被清廷通緝，遭港英政府驅逐出境，流亡海外。
1896年9月23日孫中山從紐約乘白星輪船公司（White Star Line）「麥竭斯」號（Majestic）往英國:529，30日到達利物浦登岸:50。晚9時50分到達倫敦聖班司車站（St Pancras），再僱馬車到達斯屈朗街胥旅社（Haxells Hotel, Strand）投宿，已近翌日子夜:151。同日，清廷得知孫中山從美國紐約坐船到英國，計劃將清政府通緝犯孫中山綁架回國。
根據侦探记载，16點30分孙在赫胥旅馆。10月1日上午，孫中山赴其於香港西醫書院學醫時之恩师康德黎教授位於砵蘭坊覃文省街46號之寓所拜訪。康氏寓所大清公使馆很近，但当时大清公使馆没有門牌或国旗，孫第一次路过時可能没有察觉。康德黎带孙中山找住的地方是葛兰法学院坊（格雷律师学院）八号，再次路过公使馆，可能由于匆忙，孙还不知道。10月2日孙搬家，是孙第六次路过公使馆，与康氏一家在教堂吃饭。吃饭期间康德黎夫人提醒他公使馆就在附近，但是孙中山依然毫不避諱地於使館門前路過。究其原因，可能是孙認为此前多次經過亦平安無事、在英国法律保护下不会有危险，另一方面康夫人也以为使館不敢在英國國土上造次，只要不进去就没有危险。只是他们不知道，第七次路过時公使馆已经电侦探设求孙中山的照片。
10月9日，他再次路过公使馆去拜访他另一位恩师孟生；10月10日又再次路过，此時极有可能已被公使馆人員遇见过。驻英公使龚照瑗密电驻美公使楊儒加以確認。
10月11日，孙中山再次路过时，使館職員已得悉孫將要前來並設置埋伏，將孫直接拖进公使馆內綁架。
10月12日至14日期間，孙中山设法与康氏取得联系，但全都失败了。他扔出去的求救小纸条由于地理原因没有抛到街上，反而被使館人員发现。马格里决定以「遣送疯子」之名通过水运把孙送回中国。但是10月17日，租船消息在公使馆仆人间传开，使館其中一個女管家贺维太太知道后于心不忍，密函通報康家。
康德黎知道后，连夜寻找参赞马格里質詢，但是马格里不在。次日再向倫敦蘇格蘭場報案，但不獲受理。康、孟最後前往英國外交部舉報，另外投稿《泰晤士报》，新聞最後由《環球報》刊登。而康德黎担心公使馆可能连夜把孙運回中國，親身至公使馆門前監視其动静。
直到10月20日，在輿論開始熾熱之下，外交部開始录口供、申请开庭並监视水运。10月22日外交部转守为攻向馬格里施壓，马格里在壓力下要求公使放人，但龚照樣強硬拒絕。最終逼得當時英國首相兼外交大臣侯爵親自出面，勒令大清使館釋放孫中山，否則威脅將駐英大使龚照瑗及所有大清外交官驅逐出境。
10月23日，孙中山終於獲釋。

## 影響

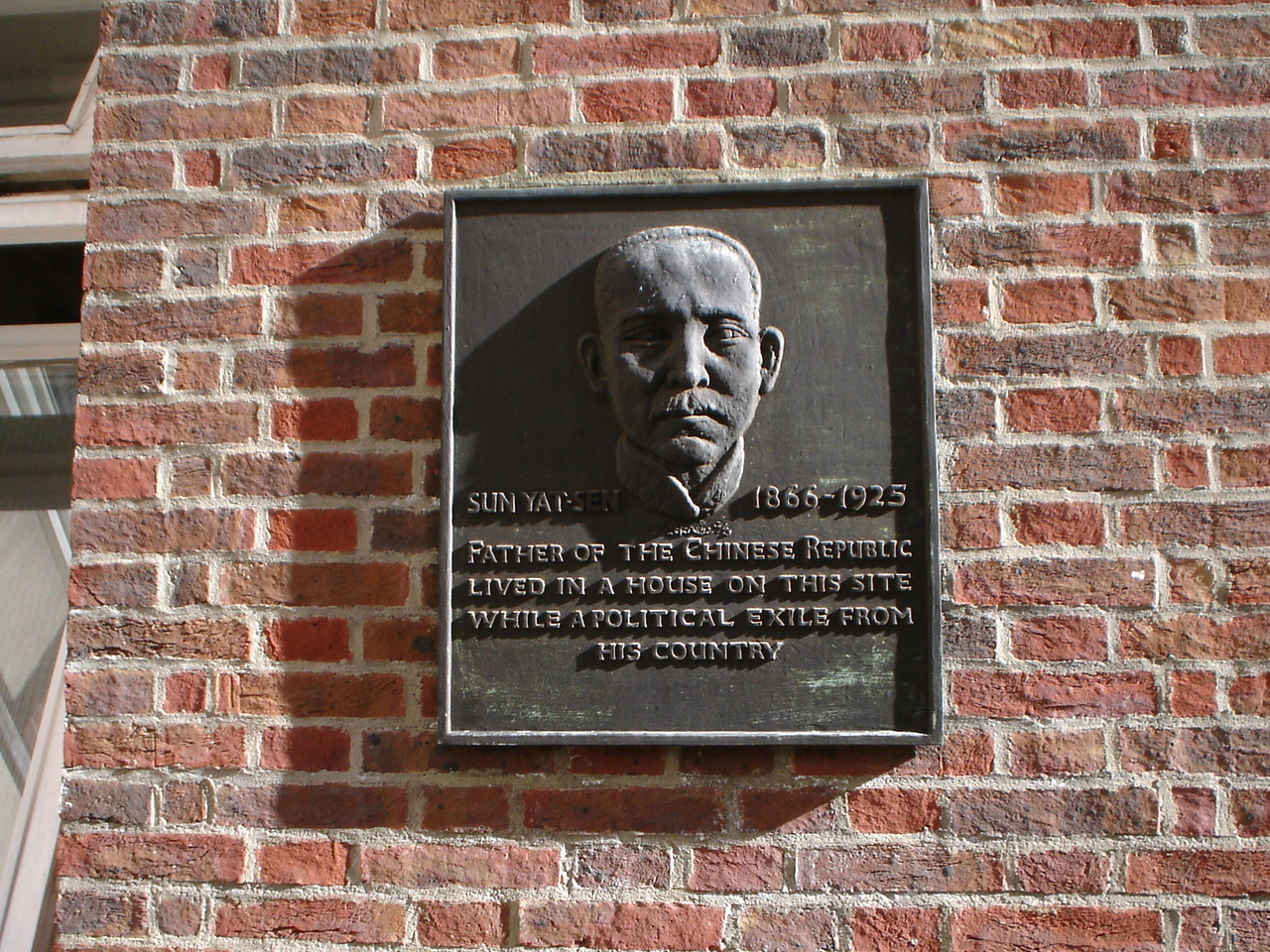
孫中山逃亡於英國倫敦期間的住處，今為紀念，设有孫的浮雕像

孫文脫險以後，每天到大英博物館看書，他一面研究革命方略和理論，一面考察歐洲各國的社會和政治現況。這個時期，孫文國民革命的中心思想逐漸成形，稱為三民主義的思想。三民主義是用「民族主義」「民權主義」「民生主義」這三大主義來解決中國的民族、民權、民生問題，建設中國成為一個民有、民治、民享的民主共和國，這也是日後中國國民黨的政治理念與1947中華民國憲法的基礎。
後來，孫文用英文把這次遇險的經過寫成了《倫敦蒙難記》一書。中文譯本由甘作霖翻譯，上海商務印書館1912年（中華民國元年）5月初版。日文譯本由宮崎滔天翻譯。

## 《倫敦蒙難記》特意虛構段落
《倫敦蒙難記》第一章隱瞞了興中會的相關資訊，孫中山在1901年回應馮自由的疑問時以及後來的《孫文學說》第八章均有說明。《倫敦蒙難記》第一章提到在1892年加入澳門改良主義的維新黨「少年中國黨」（Young China Party），實際上是指1894年在檀香山創立的興中會，為避清廷耳目而故意把時、地、宗旨搞亂，糾合全體黨員聯名向清廷上書請願立憲、在上海設總部等敘述與事實不符:22-23

## 相關作品
1984年11月11日16點整（GMT+8），中國電視公司播出國語電視劇《國父倫敦蒙難記》紀念孫中山逝世59週年，係根據《倫敦蒙難記》、《總理全集》（胡漢民編）與《中國古代名人列傳》等書編劇，中視當家小生崔浩然飾演孫中山，資深演員李影飾演康德黎。历史学家李敖在《孫中山研究》書中的文章〈孫中山向清吏下跪求饒——倫敦蒙難羅生門〉說，他「邊看邊罵」看了本劇，然後寫了此文。

### 引用
1. ↑  黃宇和. . 台北市: 聯經出版. 2016. ISBN 978-957-08-4828-1.
2. ↑  李菁. . 北京: 團結出版社. 2021.
3. ↑  吳相湘. . 台北: 遠東圖書公司. 1982.
4. ↑  黃宇和, 《孙逸仙伦敦蒙难眞相》(上海书店出版社, 2004)
5. ↑  陳錫祺. . 廣東人民出版社. 1984  [2017年7月14日]. （原始内容存档于2020年2月20日）.
6. ↑  馮自由. .  第三集. 重慶市: 商務印書館. 1945-09: 123–129.
7. ↑  陳建宇. . 《中央日報》. 1984-11-07: 9.
8. ↑  祝斐. . 《華視綜合週刊》第679期. 1984-10-22: 61－63 （中文（臺灣））. 崔浩然還為十一月十二日慶祝國父誕辰，錄了一集「國父倫敦蒙難記」，戲裡他演國父。
9. ↑  李敖. . 秀莎在线书库.   [2024-12-11].

## 外部連結
- 晩晴園 （页面存档备份，存于） - 孫中山南洋紀念館
- 中華天地 （页面存档备份，存于）
- 博客來書籍館
- 孫中山：孫逸仙倫敦被難記（孫文主義研究會 中華民國十六年四月再版）DjVu格式 版權屬於公有領域